# 12410 Donald Duck
12410 Donald Duck eller 1995 SM3 är en asteroid i huvudbältet som upptäcktes den 26 september 1995 av de båda italienska astronomerna Pierangelo Ghezzi och Piero Sicoli vid Sormano-observatoriet. Den är uppkallad efter den fiktiva ankan Kalle Anka.
Asteroiden har en diameter på ungefär 5 kilometer.